# Sceriffi delle stelle
Sceriffi delle stelle (Saber Rider and the Star Sheriffs) è una serie televisiva d'animazione, di genere mecha e fantawestern, realizzata negli Stati Uniti dalla World Events Production (WEP) nel 1987.
La serie è basata sull'anime di genere fantascientifico Sei Jūshi Bismarck (星銃士ビスマルク?, Sei Jūshi Bismark, letteralmente "Bismarck, i moschettieri delle stelle") prodotta dalla Pierrot nel 1984. La WEP la riadattò, riscrivendone la trama e i dialoghi e apportando tagli e rimontaggi. Il risultato è stato, di fatto, una serie diversa rispetto all'originale giapponese.

## Trama
In un lontano futuro, gli esseri umani si sono sparsi nel cosmo e hanno colonizzato pianeti in tutto l'universo dando vita ad una vera e propria "Nuova Frontiera". Al fine di proteggere gli abitanti di questo avamposto (chiamati "coloni"), viene creato il "Comando di Cavalleria", un'organizzazione militare che ha il compito di mantenere la legge e l'ordine.
Il nemico principale del Comando di Cavalleria è la razza dei "Dimensionali", creature eteree provenienti da un'altra dimensione che hanno assaltato la Nuova Frontiera al fine di conquistarla, attaccando i coloni e distruggendo gli insediamenti dei vari pianeti.
I Dimensionali sono dotati di una tecnologia bellica notevolmente superiore a quella umana, in grado di sbaragliare facilmente la flotta del Comando di Cavalleria. In risposta a tale minaccia, il Comando di Cavalleria sviluppa un prototipo di nave spaziale denominata "Rombo" (Ramrod), che ha la capacità di trasformarsi in un potente robot in grado di rivaleggiare ad armi pari con i robot da combattimento dei Dimensionali.
Per controllare Rombo e combattere sul campo i Dimensionali viene creata l'unità speciale degli Sceriffi delle Stelle, formata dall'Ufficiale di cavalleria Spada d'Argento, dal pilota di auto da corsa Lampo, dal cowboy cacciatore di taglie Colt e da April, la figlia del comandante della Cavalleria.

## Episodi
| Stagione       | Episodi | Prima TV originale | Prima TV Italia |
| -------------- | ------- | ------------------ | --------------- |
| Stagione unica | 52      | 1987-1988          | 1987            |

## Personaggi

### Protagonisti
Spada d'Argento (nome originale Saber Rider)
Di origine scozzese, è il leader del gruppo. È un vero gentleman, ed un abile fantino e spadaccino. Sa mantenersi freddo, lucido e razionale in ogni circostanza; ciò lo rende capace di prendere le decisioni giuste al momento giusto, anche in situazioni critiche. Pur amando i cavalli in carne e ossa, da sceriffo delle stelle il suo destriero è Saetta, un cavallo robot semi-senziente in grado di volare e di agire autonomamente qualora il suo padrone si trovasse in difficoltà.
Lampo (nome originale Fireball Hikari)
È il campione più giovane nella storia del grand prix automobilistico. Dopo che è entrato a far parte degli Sceriffi delle Stelle, ha assunto il ruolo di pilota e vice capo-cannoniere dell'unità Rombo. Ha un carattere impulsivo, ma anche una buona memoria. Il suo "destriero" è Lampo Rosso, una vettura sportiva dotata di un vasto arsenale di armi.
Colt (nome originale Colt Willcox)
All'inizio della storia, è un cacciatore di taglie della Nuova Frontiera, mestiere intrapreso probabilmente per vendicare i propri genitori. Nonostante la giovane età, è un pistolero di rara abilità, ed un formidabile pilota di caccia. Proprio un velocissimo astrocaccia monoposto, che lui chiama Bisonte, è il suo mezzo personale come sceriffo delle stelle. In azione sa essere molto determinato. Fuori dalle operazioni è un ragazzo estroverso e gioviale, se non un vero e proprio "giullare" in seno al gruppo. Ama corteggiare le ragazze, ma consegue scarsi risultati.
April (nome originale April Eagle)
Agente speciale del Comando di Cavalleria, collabora con gli sceriffi ed è figlia del comandante del settore occidentale dell'organizzazione. È molto intelligente (è lei che ha progettato Rombo), ha un carattere dolce e coraggioso ed è esperta di arti marziali.

## Doppiaggio
Il doppiaggio italiano è stato realizzato dalla Deneb Film, sotto la direzione di Adriano Micantoni
| Personaggi      | Voce americana   | Voce italiana      |
| --------------- | ---------------- | ------------------ |
| Spada d'Argento | Rob Paulsen      | Gabriele Calindri  |
| Lampo           | Pat Fraley       | Massimiliano Lotti |
| Colt            | Townsend Coleman | Daniele Demma      |
| April           | Pat Musick       | Karin Giegerich    |
| Jessie Blue     | Rob Paulsen      | Felice Invernici   |
| Nemesi          | Peter Cullen     | Antonio Paiola     |

## Sigla
La colonna sonora originale del programma, intitolata “Saber Rider and the Star Sheriffs”, è stata realizzata da Dale Schacker, a cui è stata data completa libertà artistica nella composizione dell'intera partitura. Essa è basata sull’uso della chitarra secondo uno stile country-western veloce, ritmato, alla moda, aggiungendo elementi sintetici e popolari, creando un suono definito synth-pop. Inoltre, la musica è pure arricchita da schiocchi di frusta, fischi, serpenti a sonagli, armonica o altri simili effetti sonori, proprio come la colonna sonora di un film western. Anche le parti vocali dei titoli di testa e di coda sono state cantate dallo stesso Schacker.
La sigla italiana (apertura/chiusura) utilizzava invece il brano "Sceriffi delle Stelle", scritto da Enzo Draghi e cantato da Giampi Daldello.
I primi episodi furono originariamente trasmessi da Italia 7 con la sigla originale americana.